# Елитесериен
Норвежка висша лига или Типелиген (на норвежки: Eliteserien (Tippeligaen), е лига от най-високо ниво в норвежкия футбол. Нейното официално име е Типелиген, което носи заради спонсора си Norsk Tipping – националната лотария на Норвегия. Лигата е позната още като Eliteserien (Висша лига), но никога не е носила това име официално. Norsk Tipping е спонсор на лигата от създаването и през 1991.
Между 1937 и лятото на 1948 първенството е познато под името Norgesserien (Лигата на Норвегия). От 1948 до 1962 името е Hovedserien (Главната лига), а от 1963 до 1990 висшата лига на Норвегия се нарича 1. divisjon (Първа дивизия). Първа дивизия впоследствие става името на второто ниво на норвежкия футбол. Името е такова до 2005, когато поради спонсорство се сменя на Adeccoligaen.
С най-много мачове в първенството е Руар Стран с 437 участия, записани за Русенборг и Молде в периода 1989 – 2010. Вечен голмайстор на първенството е Сигурд Рушфелдт със 172 гола в 296 мача, записани в периода 1992 – 2011. Той ги постига с фланелките на Русенборг и Тромсьо.
Първенството е 28-ото най-силно в Европа според коефициентите на УЕФА.

## Формат

### Състезанието
Към сезон 2012 16 отбора участват в Норвежката висша лига, като половината от тях се намират в или около района Ослофиорд. Тромсьо за момента е единственият отбор от северния полярен кръг. По време на сезона всеки отбор играе с всеки друг по два пъти – веднъж като домакин и веднъж като гост. Всеки отбор играе по 30 мача, а на сезон се играят общо 240 мача. Сезонът започва през март и завършва в началото на ноември. Мачовете се играят в следния ред – един в събота, шест в неделя и един в понеделник и шест мача в сряда и един в четвъртък.
Кръгът, който се играе на 16 май е най-популярен, защото се пада един ден преди деня на Конституцията в Норвегия. Обикновено тези мачове имат по-голяма публика от обикновено.
Отборите получават по 3 точки за победа, 1 за равенство и нито една за загуба. Тимовете се класират първоначално по точки, а след това съответно по голова разлика и отбелязани голове. Накрая на сезона отбора с най-много точки се награждава с отличието „победител в лигата“, а спечелилият купата на Норвегия отличието „шампион“. Класиралите се на последните две места изпадат в Адеколиген, а първите два отбора от това първенство се изкачват в Типелигаен. Традиционно клубът завършил на 14-о място също е в опасност от изпадане и играе плей-офф с 3-тия от Адеколиген, но от сезон 2011 това правило се премаха.

### Европейските квалификации
Към сезон 2009 – 10 победителите от предишната календарна година получават място във втория квалификационен кръг на Шампионската лига, а класираните на второ и трето място отбори се класират респективно за третия и втория квалификационни кръгове на Лига Европа. Шампионите от купата на Норвегия получават в място третия квалификационен кръг също на Лига Европа. Ако шампионът от купата вече се е класирал за някой от европейските турнини четвъртият в първенството получава правото да участва в Лига Европа.

### Членове за сезон 2012
| Клуб           | Местоположение | сезон 2011      |
| -------------- | -------------- | --------------- |
| Бран           | Берген         | 4-то            |
| Викинг         | Ставангер      | 11-о            |
| Волеренга      | Осло           | 7-о             |
| Лилестрьом     | Лилестрьом     | 13-о            |
| Молде          | Молде          | 1-во            |
| Од Гренлан     | Шиен           | 5-о             |
| Олесунс        | Олесун         | 9-о             |
| Русенборг      | Тронхайм       | 3-то            |
| Саннес Улф     | Саннес         | Адеколиген 2-ро |
| Согндал Фотбал | Согндалсфьора  | 14-о            |
| Стабек         | Берум          | 10-о            |
| Стрьомсгодсе   | Драмен         | 8-о             |
| Тромсьо        | Тромсьо        | 2-ро            |
| Фредрикста     | Фредрикста     | 12-о            |
| Хаугесун       | Хаугесун       | 6-о             |
| Хьонефос       | Хьонефос       | Адеколиген 1-во |

## Победители в първенството (1938 – 1991)
Отборите от Северна Норвегия не са допускани да участват в първенството до 1972
| Клуб         | Шампион | Години                                                                                            |
| ------------ | ------- | ------------------------------------------------------------------------------------------------- |
| Фредрикста   | 9       | 1937 – 38, 1938 – 39, 1948 – 49, 1950 – 51, 1951 – 52, 1953 – 54, 1956 – 57, 1959 – 60, 1960 – 61 |
| Викинг       | 8       | 1957 – 58, 1972, 1973, 1974, 1975, 1979, 1982                                                     |
| Русенборг    | 6       | 1967, 1969, 1971, 1985, 1988, 1990                                                                |
| Лилестрьом   | 5       | 1958 – 59, 1976, 1977, 1986, 1989                                                                 |
| Волеренга    | 4       | 1965, 1981, 1983, 1984                                                                            |
| Ларвик Турн  | 3       | 1952 – 53, 1954 – 55, 1955 – 56                                                                   |
| Бран         | 2       | 1961 – 62, 1963                                                                                   |
| Люн          | 2       | 1964, 1968                                                                                        |
| Старт        | 2       | 1978, 1980                                                                                        |
| Шайд Фотбал  | 1       | 1966                                                                                              |
| Мос          | 1       | 1987                                                                                              |
| Стрьомсгодсе | 1       | 1970                                                                                              |
| Фрам Ларвик  | 1       | 1949 – 50                                                                                         |
| Фрейдиг      | 1       | 1947 – 48                                                                                         |

## Победители в Типелиген (1991-)
| Клуб         | Шампион | Години |
| ------------ | ------- | --- |
| Русенборг    | 20      | 1992, 1993, 1994, 1995, 1996, 1997, 1998, 1999, 2000, 2001, 2002, 2003, 2004, 2006, 2009, 2010, 2015, 2016, 2017, 2018 |
| Молде        | 5       | 2011, 2012, 2014, 2019, 2022                                                                                           |
| Будьо/Глимт  | 4       | 2020, 2021, 2023, 2024                                                                                                 |
| Викинг       | 1       | 1991 |
| Волеренга    | 1       | 2005 |
| Бран         | 1       | 2007 |
| Стабек       | 1       | 2008 |
| Стрьомсгодсе | 1       | 2013 |